# Emil Lindberg
Otto Emil Lindberg, född den 3 maj 1850, död den 17 oktober 1920 i Alingsås, var en svensk semitist.
Lindberg blev filosofie doktor i Uppsala 1894 och professor i semitiska språk i Göteborg 1898. Förutom fackvetenskapliga arbeten som Studier öfver de semitiska ljuden w och y (1893) och Vergleichende Grammatik der semitischen Sprachen (1897) utgav Lindberg, som själv uprsprungligen varit arbetare och varmt ivrade för folkbildning och en "dogmfri" religion flera populärvetenskapliga arbeten: Framtidens kristendom (1902), Gudsordets utvecklingsgång (3 band, 1909–1913) med flera.
Han var far till aktivisten Maja Sandler, som kom att gifta sig med Rickard Sandler.